# ヘルマン触媒
ヘルマン触媒（英語: Herrmann's catalyst）は、ヘック反応の触媒によく使われる有機パラジウム化合物である。空気中で安定な黄色の固体で、有機溶媒に溶ける。触媒作用条件下では、酢酸基が失われ、Pd-C結合がプロトン分解を受け、PdP(o-tol)
3が生成する。
この錯体は、トリ(o-トリル)ホスフィンと酢酸パラジウム(II)の反応により合成する。
2 Pd(OAc)
2 + 2 P(o–tolyl)
3  →  2 HOAc + Pd
2(OAc)
2[P(o–tolyl)(o–tolyl)
2]
2
2-アミノビフェニルから得られるパラダサイクルなど、ヘルマン触媒の類似体が多く開発されている。